# Кольчатый попугай Финша
Кольчатый попугай Финша(лат. Psittacula finschii) — птица отряда попугаеобразных.

## Внешний вид
Довольно крупный попугай, в длину достигает 36—40 см. Очень близок к гималайскому попугаю. Окраска оперения зелёная с красными пятнами на лопатках. Голова тёмно-серого цвета.

## Распространение
Обитает в южном Ассаме, Мьянме, Таиланде, Лаосе, Вьетнаме, на юго-западе Китая.

## Образ жизни
Может жить на высоте до 2700 м над уровнем моря.